# Mamacita (Achille Lauro)
Mamacita è un singolo del cantautore e rapper italiano Achille Lauro, terza traccia e ottavo estratto dall'album in studio Pour l'amour dell'artista stesso, pubblicato il 10 ottobre 2018 per No Face e Sony Music sulle piattaforme di streaming e download Digitale.
La produzione musicale è affidata a Boss Doms, con la collaborazione di Vins.

## Descrizione
Il protagonista del testo è l'amore, concept dell'intero disco. A far da prefazione alle complesse e tormentate vicende dei due innamorati, dove il sentimento viene apparentemente sbiadito dalle finte manifestazioni d'affetto da parte di entrambi nel tentativo di tenere in vita una relazione di sola apparenza, vi è un'intera strofa dedicata alle citazioni di celebri coppie della storia dello spettacolo e di fantasia.

## Video musicale
Il videoclip della canzone, ispirato dal lungometraggio di Oliver Stone "Natural Born Killers", è stato girato in Puglia dall'agenzia di produzione video proprietà dello stesso artista, No Face Film, che affida la regia ed il montaggio al giovane videomaker Mattia Di Tella. Della fotografia e successiva gestione colori si è invece occupato il duo Trilathera, composto da Daniele Tofani & Yuri Santurri.
Nel filmato, l'artista in compagnia della showgirl di origini argentine Cecilia Rodriguez, percorre a bordo di una Chevrolet Corvette C3 la paesaggistica pugliese arida e deserta, riprendendo le scene finali del film.